# Hornowo
Hornowo – wieś w Polsce, położona w województwie podlaskim, w powiecie siemiatyckim, w gminie Dziadkowice.
| SIMC    | Nazwa    | Rodzaj     |
| ------- | -------- | ---------- |
| 0028375 | Zaporośl | przysiółek |
| 0028398 | Żuniewo  | przysiółek |

Za II RP siedziba wiejskiej gminy Kąty. W latach 1954–1957 wieś należała i była siedzibą władz gromady Hornowo, po jej zniesieniu w gromadzie Dziadkowice. W latach 1975–1998 miejscowość administracyjnie należała do województwa białostockiego.
Według Powszechnego Spisu Ludności z 1921 roku wieś zamieszkiwało 489 osób, wśród których 408 było wyznania rzymskokatolickiego, 64 prawosławnego a 17 mojżeszowego. Jednocześnie wszyscy mieszkańcy zadeklarowali polską przynależność narodową. Było tu 81 budynków mieszkalnych.
Wierni kościoła rzymskokatolickiego należą do parafii Matki Bożej Bolesnej w Osmoli. We wsi znajduje się cmentarz rzymskokatolicki założony w XIX wieku.